# Landing Helicopter Assault
 (juin 2013).
Si vous disposez d'ouvrages ou d'articles de référence ou si vous connaissez des sites web de qualité traitant du thème abordé ici, merci de compléter l'article en donnant les références utiles à sa vérifiabilité et en les liant à la section « Notes et références ».
Pour les articles homonymes, voir LHA.
Un Landing Helicopter Assault (LHA) est la désignation, selon la liste des codes des immatriculations des navires de la marine de guerre des États-Unis, pour un navire d'assaut amphibie polyvalent capable de mettre en œuvre des aéronefs  (hélicoptères et  ADAC/ADAV) et possédant un pont d'envol continu et un radier de petite taille pouvant accueillir un LCAC. On compte parmi ces bâtiments la classe Tarawa et la classe America de l'US Navy.

## Classes de LHA

### En service ou envisagés

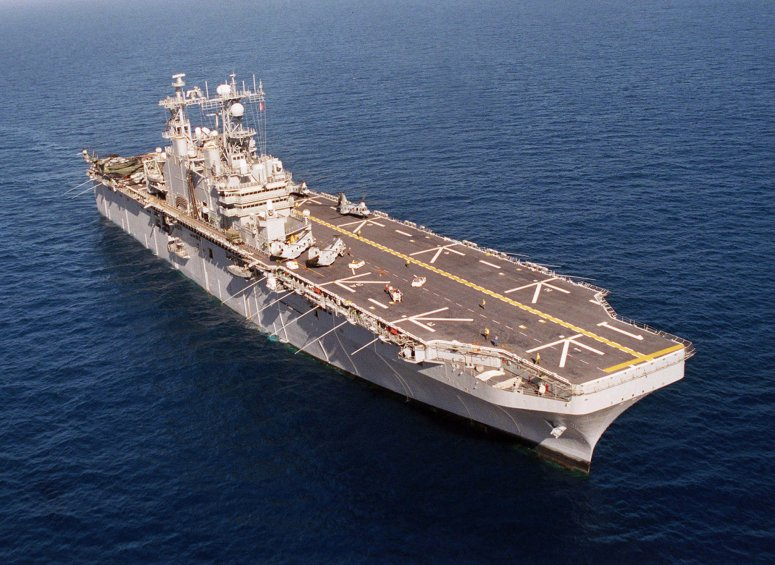
L'USS Tarawa (LHA-1) en patrouille au large des côtes de Californie du Sud (28 juin 1997).

- États-Unis
  - Classe America (de 7[1] à 11 prévus, 2 en service en 2020)

### Retirés du service
- États-Unis
  - Classe Tarawa (5)